# Turismo em Santo Amaro da Imperatriz
Habitada por cerca de 22000 pessoas, a cidade de Santo Amaro da Imperatriz é calma e hospitaleira. As águas termais jorram da terra a uma temperatura de 39,8°C, e suas propriedades terapêuticas têm fama internacional, atraindo visitantes de todo o mundo para tratamentos de saúde, descanso e rejuvenescimento.
Com quase 70% dos seus 338 quilômetros quadrados em área de preservação permanente, o município está situado em posição geográfica privilegiada, nas margens da BR-282, principal elo ao planalto catarinense e cortado pelo rio Cubatão.
Santo Amaro da Imperatriz oferece opções de lazer como as suas famosas águas termais descobertas no século XVIII e consideradas uma das melhores do mundo, o que justifica o fluxo intenso de turistas, ávidos pelos (supostos) benefícios medicinais deste presente da natureza. Destaca-se por suas montanhas imponentes, legítimo santuário ecológico em plena mata atlântica, contribuindo para que o município venha transformando-se em ecoturismo e turismo rural.
Destaca-se também pelas belezas oferecidas pela natureza que, preservadas e aproveitadas, se constituem na principal matéria prima do lazer, aliado aos grandes e tradicionais eventos religiosos e culturais, tornam Santo Amaro da Imperatriz destino obrigatório para os turistas que vêm para Santa Catarina. A simplicidade e o companherismo de seu povo, contribui com o sucesso de uma das principais características com que são recebidos os turistas, a hospitalidade.

## Esportes

### Rafting
No Vale das Termas, em Caldas da Imperatriz, município de Santo Amaro da Imperatriz, que é considerada uma das melhores estâncias de águas termominerais do mundo, a apenas 30Km da capital Florianópolis. Neste lugar, em meio às montanhas do Parque Estadual da Serra do Tabuleiro, numa reserva ecológica em plena Mata Atlântica, o Rio Cubatão nasce e na descida da serra, forma belas corredeiras, serpenteia por entre montanhas cobertas de mata preservada.
Na grande Florianópolis o rafting é praticado no Vale das Termas município de Santo Amaro da Imperatriz, que é considerada uma das melhores estâncias de águas termominerais do mundo, a apenas 30 km da capital. O rafting iniciou-se neste local em maio de 1999.
O rio Cubatão limita o Parque Estadual da Serra do Tabuleiro pela borda norte, apresentando 20 km de percurso para navegação em corredeiras, com níveis de dificuldade de 1 a 4. O rafting no Vale das Termas caracteriza-se pela beleza do cenário e a navegação bem técnica (muita ação e diversão) em suas corredeiras.
Graças ao rafting hoje a região ganhou novo impulso no referente às atividades turísticas (são aproximadamente 3000 praticantes anuais) e o mais importante é que com a prática desta atividade a comunidade da Bacia do Rio Cubatão, que abastece com suas águas aproximadamente 1 milhão de pessoas, esta aprendendo a valorizar este patrimônio único, frágil e sem igual.

### Rapel
O rapel é uma atividade de montanha que surgiu na França, no início do século XX, criado por aventureiros para descida de cavernas, cachoeiras, desfiladeiros e cânions. Essa técnica é muito aplicada no alpinismo e hoje em dia, vem sendo praticada em pontes, prédios e até mesmo em copas de árvores.
É uma técnica que envolve um certo de grau de dificuldade no preparo e manuseio de equipamentos, por isso, a necessidade de se praticar com a presença de um instrutor capacitado.
Desde 1995 que na Região do Vale das Termas, em Santo Amaro da Imperatriz pratica-se o esporte.

### Voo Livre
Em Santo Amaro da Imperatriz localiza-se o Santuário das Águias ou Morro Queimado, que é um pico situado a 694 metros de altitude e que proporciona um local ideal para a prática do voo livre (parapente e asa delta).

## Carnaval
O Carnaval de Santo Amaro da Imperatriz é um dos mais tradicionais da região, o qual conta com desfile de escolas de samba entre outras atrações.

### Escolas
- Escola de Samba UNIDOS DA IMPERATRIZ
- Grêmio Recreativo Escola de Samba VALE DAS TERMAS
- Grêmio Recreativo Escola de Samba IMPÉRIO DE SANTANA

### Homenagem
Em 2007 a escola de samba Unidos da Coloninha, homenageia Santo Amaro da Imperatriz com o enredo "A Imperatriz das Águas, Coloninha Canta Santo Amaro" de autoria de Eloá Miranda. O samba é de autoria de Juninho Zuação, André Piração, Boqueira e Mangaya.

## Natureza
Situada nas encostas do Parque Estadual da Serra do Tabuleiro, Santo Amaro da Imperatriz possui diversas cachoeiras e saltos. Não deixe de visitar o Salto do rio Cubatão, uma cachoeira com queda de 3m e bom local para a prática de rafting; a Cachoeira da Cobrinha de Ouro, conjunto de cachoeiras formando vários remansos ou piscinas, e o Salto do rio Matias, com 60m de queda, em meio à Mata Atlântica.

### Caldas da Imperatriz
Balneário de Caldas da Imperatriz, aqui o "ouro" brota em forma de água termo-mineral, local este, onde estão localizados os Hotéis Termais, grandes captadores dos turistas que visitam o Município.

### Morro das Águias Deltas
Pico situado a 694 metros do nível do mar, proporcionando uma vista panorâmica indescritível do litoral da Grande Florianópolis que possui algumas das mais belas praias do Brasil. Local usado com frequência para a prática de voo livre (parapente e asa delta).

### Salto dorio Cubatão
Cachoeira com queda de 10 metros, com exuberante caudal de águas do rio Cubatão o qual é margeado por vegetação e agrupamento rochosos que formam um maravilhoso visual.

### Cachoeira do Retiro e Cachoeira da Cobrinha de Ouro
Conjunto de cachoeiras, formando vários remansos ou piscinas naturais muito agradáveis e visitadas para banhos. Contempla vegetação natural da Mata Atlântica de forma exuberante. No período de verão é visitada por banhistas, principalmente nos finais de semana.

## Religioso

### Igreja Matriz
O lindo cartão postal do município, situado em ponto estratégico, a Igreja Matriz é visitada diariamente por um grande número de turistas.

### Festa do Divino Espírito Santo
A festa é realizada anualmente, desde 1854, uma forte manifestação de fé e cultura de base açoriana: A Festa do Divino Espírito Santo. Sua instituição remonta ao século XII e é creditada às confrarias do Espírito Santo na França e na Alemanha. A precursora em Portugal, segundo a tradição historiográfica, foi a rainha Isabel, no século XIV em Alenquer.
Em Santo Amaro da Imperatriz a Festa do Divino Espírito Santo é realizada com pompa e circunstância atraindo, anualmente, milhares de devotos e foliões. Fortemente inserida na cultura popular da região esta festividade é cercada de representações religiosas e profanas as quais incidem no modo de ver e compreender o mundo da comunidade local. Introduzida em meados do século XIX a Festa do Divino sobreviveu ao processo de romanização desencadeado pela igreja católica e se afirmou como o grande evento social e religioso de Santo Amaro da Imperatriz. E esse é o objeto de interesse historiográfico.

### Conventinho do Espírito Santo
O Conventinho do Espírito Santo foi construído em 1904, em estilo barroco, no local onde funcionava um convento de freiras. É um belo prédio que abriga a história da religiosidade local, mostrando ao público as dependências do lugar utilizado para estudo das doutrinas religiosas pelas freiras e franciscanos.
Ainda hoje, os móveis de época ficam expostos dentro do convento, assim como o jardim e a capela, que são mantidos para preservar a história do lugar. Há loja de artigos sacros ao lado do Convento.
É ali que vive e trabalha frei Hugolino, famoso parapsicólogo que desde 1978 atente fiéis que o procuram em busca de alívio para doenças. Cerca de 30 mil pessoas por ano chegam à cidade à procura de Frei Hugolino, que cura pela imposição das mãos.

### Casario dos Galotti
O Casario dos Galotti foi construído em 1915, em estilo açoriano. Pertenceu a uma das mais ilustres famílias de Santo Amaro da Imperatriz. Atualmente, o espaço abriga um pequeno museu, com fotos antigas da cidade e objetos utilizados pela população no início do século XX. Estão igualmente expostas mobílias, louças e outros objetos de decoração da época.